# Mike Brockman

Der Fabcar FDSC/03, mit dem Mike Brockman 2004 in der Grand-Am-Serie am Start war

Michael Leeroy „Mike“ Brockman  (* 7. August 1945 in Orlando; † 14. Oktober 2019 in Westport) war ein US-amerikanischer Unternehmer,  Autorennfahrer und Stuntfahrer.

## Karriere als Rennfahrer
Mike Brockman, der während seiner Militärtzeit Kernwaffentechniker war, konnte auf eine lange Karriere als Rennfahrer zurückblicken. Zwischen 1967 und 2005 startete er bei 94 Sportwagenrennen, bei denen er fünf Klassensiege feiern konnte. Er startete mehrmals beim 12-Stunden-Rennen von Sebring und dem 24-Stunden-Rennen von Daytona sowie einmal beim 24-Stunden-Rennen von Le Mans. Die beste Platzierung in Sebring war der dritte Gesamtrang 1973, gemeinsam mit Ron Grable und John Greenwood in einer Corvette C3. In Daytona, wo er 2005 im Team seines engen Freundes Paul Newman seine Fahrerkarriere beendete, gelang ihm ebenfalls ein dritter Gesamtrang, den er 1995, unter anderen mit Paul Newman als Partner, auf einem Roush-Ford Mustang einfuhr.
Mike Brockman war in den 1990er-Jahren regelmäßiger Teilnehmer an der IMSA-GTP-Serie und fuhr 2000 in Le Mans einen Manthey-Porsche 911 GT3-R an die 27. Stelle der Gesamtwertung. Neben dem Rennsport war Brock, wie sein Spitzname lautete, als Stuntfahrer aktiv. Außerdem testete er Fahrzeuge für das Motor Trend Magazine und betrieb in Westport eine Mazda-Vertretung. Seine Stuntarbeit brachte ihn nach Hollywood, wo er Fahrzeuge in den Filmen Harry & Sohn, Die Schattenmacher und Road to Perdition fuhr.

## Statistik

### Le-Mans-Ergebnisse
| Jahr | Team           | Fahrzeug          | Teamkollege      | Teamkollege   | Platzierung | Ausfallgrund |
| ---- | -------------- | ----------------- | ---------------- | ------------- | ----------- | ------------ |
| 2000 | Manthey Racing | Porsche 911 GT3-R | Gunnar Jeannette | Michael Lauer | Rang 27     |              |

### Sebring-Ergebnisse
| Jahr | Team                            | Fahrzeug                       | Teamkollege    | Teamkollege   | Platzierung | Ausfallgrund     |
| ---- | ------------------------------- | ------------------------------ | -------------- | ------------- | ----------- | ---------------- |
| 1973 | John Greenwood Racing           | Chevrolet Corvette             | John Greenwood | Ron Grable    | Rang 3      |                  |
| 1976 | Levitt Racing Spirit of Sebring | Chevrolet Corvette             | John Greenwood |               | Ausfall     | Kupplungsschaden |
| 1985 | Charles Young                   | Argo JM16B                     | Don Bell       | Tommy Riggins | Ausfall     | Getriebeschaden  |
| 1987 | Charles Young                   | Spice SE86CL Pontiac Fiero GTP | Steve Durst    | Tony Belcher  | Rang 12     |                  |
| 1988 | Ball Bros. Racing               | Spice SE88P Firebird GTP       | Steve Durst    | Jeff Kline    | Rang 18     |                  |
| 1989 | Ball Bros. Racing               | Spice SE88P                    | Steve Durst    | Jay Cochran   | Ausfall     | Aufgabe          |

### Einzelergebnisse in der Sportwagen-Weltmeisterschaft
| Saison | Team                 | Rennwagen            | 1   | 2   | 3   | 4   | 5   | 6   | 7   | 8   | 9   | 10  | 11  | 12  | 13  | 14  | 15  | 16  | 17  |
| ------ | -------------------- | -------------------- | --- | --- | --- | --- | --- | --- | --- | --- | --- | --- | --- | --- | --- | --- | --- | --- | --- |
| 1970   | Bruce Behrens Racing | Chevrolet Camaro Z28 | DAY | SEB | BRH | MON | TAR | SPA | NÜR | LEM | WAT | ZEL |     |     |     |     |     |     |     |
| 1970   | Bruce Behrens Racing | Chevrolet Camaro Z28 | 17  |     |     |     |     |     |     |     |     |     |     |     |     |     |     |     |     |
| 1977   | Ralph Tolman         | Lotus Europa         | DAY | MUG | DIJ | MON | SIL | NÜR | VAL | PER | WAT | EST | LEC | MOS | IMO | SAL | BRH | HOK | VAL |
| 1977   | Ralph Tolman         | Lotus Europa         | 50  |     |     |     |     |     |     |     |     |     |     |     |     |     |     |     |     |
| 1979   | Shaw Racing          | Porsche 935          | DAY | SEB | MUG | TAL | DIJ | RIV | SIL | NÜR | LEM | PER | DAY | WAT | SPA | BRH | ROA | VAL | ELS |
| 1979   | Shaw Racing          | Porsche 935          |     |     | DNF |     |     |     |     |     |     |     |     |     |     |     |     |     |     |